# أنخيل رودريغز (متسابق دراجات نارية)
أنخيل رودريغز (بالإسبانية: Ángel Rodríguez Campillo)‏ مواليد 20 مايو 1985 في إلش، هو متسابق دراجات نارية إسباني. نافس في سباقات بطولة العالم لفئة 250 سي سي ولفئة 125 سي سي ولفئة 50 سي سي. كما شارك في بطولة العالم للسوبرسبورت.

## روابط خارجية
- أنخيل رودريغز على موقع MotoGP.com (الإنجليزية)
- أنخيل رودريغز على موقع WorldSBK.com (الإنجليزية)